# Campeonato Europeu de Atletismo em Pista Coberta de 2023 - 1500 m feminino
A prova dos 1500 metros feminino do Campeonato Europeu de Atletismo em Pista Coberta de 2023 foi disputada entre nos dias 3 e 4 de março  de 2023 na Ataköy Athletics Arena, em Istambul, na Turquia.

## Recordes
Antes desta competição, os recordes mundiais e do campeonato nesta prova eram os seguintes:
|                       | Nome          | Nacionalidade | Tempo     | Local     | Data                   |
| --------------------- | ------------- | ------------- | --------- | --------- | ---------------------- |
| Recorde mundial       | Gudaf Tsegay  | Etiópia       | 3m 53s 09 | Liévin    | 9 de fevereiro de 2021 |
| Recorde europeu       | Abeba Aregawi | Suécia        | 3m 57s 91 | Estocolmo | 6 de fevereiro de 2014 |
| Recorde do campeonato | Laura Muir    | Reino Unido   | 4m 02s 39 | Belgrado  | 4 de março de 2017     |

## Medalhistas
| Ouro             | Prata                 | Bronze              |
| Laura Muir (GBR) | Claudia Bobocea (ROM) | Sofia Ennaoui (POL) |

## Cronograma
Todos os horários são locais (UTC +3).
| Data       | Hora  | Evento  |
| ---------- | ----- | ------- |
| 3 de março | 11:30 | Bateria |
| 4 de março | 20:00 | Final   |

## Resultados

### Bateria
Qualificação: 3 atletas de cada bateria (Q) mais os 3 melhores qualificados (q).
| Posição | Bateria | Atleta                  | Nacionalidade | Tempo   | Notas |
| ------- | ------- | ----------------------- | ------------- | ------- | ----- |
| 1       | 1       | Claudia Bobocea         | Roménia       | 4:07.63 | Q     |
| 2       | 1       | Sofia Ennaoui           | Polónia       | 4:07.91 | Q     |
| 3       | 1       | Katie Snowden           | Grã-Bretanha  | 4:08.27 | Q     |
| 4       | 1       | Sintayehu Vissa         | Itália        | 4:08.54 | q     |
| 5       | 1       | Vera Hoffmann           | Luxemburgo    | 4:08.73 | q     |
| 6       | 1       | Hanna Hermansson        | Suécia        | 4.09.32 | q     |
| 7       | 3       | Esther Guerrero         | Espanha       | 4:10.48 | Q     |
| 8       | 3       | Ellie Baker             | Grã-Bretanha  | 4:10.65 | Q     |
| 9       | 3       | Kristiina Mäki          | Chéquia       | 4:10.86 | Q     |
| 10      | 3       | Nathalie Blomqvist      | Finlândia     | 4:10.91 |       |
| 11      | 3       | Marissa Damink          | Países Baixos | 4:11.38 |       |
| 12      | 3       | Şilan Ayyıldız          | Turquia       | 4:11.55 |       |
| 13      | 3       | Salomé Afonso           | Portugal      | 4:16.59 |       |
| 14      | 1       | Berenice Cleyet-Merle   | França        | 4:18.58 |       |
| 15      | 2       | Laura Muir              | Grã-Bretanha  | 4:23.20 | Q     |
| 16      | 2       | Marta Pen Freitas       | Portugal      | 4:23.30 | Q     |
| 17      | 2       | Águeda Marqués          | Espanha       | 4:23.39 | Q     |
| 18      | 2       | Weronika Lizakowska     | Polónia       | 4:23.57 |       |
| 19      | 2       | Federica Del Buono      | Itália        | 4:23.59 |       |
| 20      | 2       | Joceline Wind           | Suíça         | 4:25.15 |       |
| 21      | 2       | Lenuta Petronela Simiuc | Roménia       | 4:29.07 |       |

### Final
A final aconteceu às 20:00 no dia 4 de março de 2023.
| Posição           | Atleta            | Nacionalidade | Tempo   | Notas                |
| ----------------- | ----------------- | ------------- | ------- | -------------------- |
| Medalha de ouro   | Laura Muir        | Grã-Bretanha  | 4:03.40 |                      |
| Medalha de prata  | Claudia Bobocea   | Roménia       | 4:03.76 | Recorde pessoal      |
| Medalha de bronze | Sofia Ennaoui     | Polónia       | 4:04.06 | Recorde pessoal      |
| 4                 | Esther Guerrero   | Espanha       | 4:04.86 | Recorde pessoal      |
| 5                 | Katie Snowden     | Grã-Bretanha  | 4:07.68 |                      |
| 6                 | Marta Pen Freitas | Portugal      | 4:07.95 | Recorde da temporada |
| 7                 | Águeda Marqués    | Espanha       | 4:08.72 | Recorde pessoal      |
| 8                 | Vera Hoffmann     | Luxemburgo    | 4:10.03 |                      |
| 9                 | Sintayehu Vissa   | Itália        | 4:10.05 |                      |
| 10                | Hanna Hermansson  | Suécia        | 4.10.48 |                      |
| 11                | Ellie Baker       | Grã-Bretanha  | 4:10.96 |                      |
| 99                | Kristiina Mäki    | Chéquia       | DNF     |                      |

Legenda
| Recorde mundial       | Recorde mundial (World record)               |                       | Recorde africano                      | Recorde africano (African) |                                           | Q | Classificado por posição (Qualified) |
| Recorde do campeonato | Recorde do campeonato (Championship record)  | Recorde da América    | Recorde da América (Americas)         | q                          | Classificado por melhor tempo (Qualified) |   |                                      |
| Melhor marca do ano   | Melhor marca do ano (World leading)          | Recorde asiático      | Recorde asiático (Asian)              | DNS                        | Não largou (Did not start)                |   |                                      |
| Recorde nacional      | Recorde nacional (National record)           | Recorde europeu       | Recorde europeu (European)            | DNF                        | Não terminou (Did not finish)             |   |                                      |
| Recorde pessoal       | Recorde pessoal do atleta (Personal best)    | Recorde da Oceania    | Recorde da Oceania (Oceania)          | DSQ / DQ                   | Desclassificado (Disqualified)            |   |                                      |
| Recorde da temporada  | Recorde da temporada do atleta (Season best) | Recorde sul-americano | Recorde sul-americano (South America) | NM                         | Sem marca (No mark)                       |   |                                      |